# David Vega Hernández
David Vega Hernández (født 23. juni 1994 i Telde, Gran Canaria, Spanien) er en professionel tennisspiller fra Spanien.